# XVI distrito de París
El 16 distrito de París (16.° distrito de París), también conocido como distrito de Passy, es uno de los 20 distritos de París, Francia. Está situado en la margen derecha del Sena, limita al norte con el XVII y VIII distritos; y al sur y este con el Sena y el XV y VII. 
Históricamente ha sido conocido por ser el hogar de las mayores fortunas de la capital francesa, acogiendo a buena parte de la alta sociedad parisina. Este distrito —que incluye los barrios residenciales de Auteuil y de Passy— acoge a un gran número de embajadas y es también donde se encuentra la famosa Avenue Foch, la más amplia vía urbana de París. Alberga, además, el estadio Parc des Princes, sede del club de fútbol Paris Saint-Germain; el Stade Roland Garros, sede del torneo homónimo, y el Stade Jean-Bouin, sede del club de rugby Stade français Paris. También se encuentra en este distrito el Bois de Boulogne.

## Administración

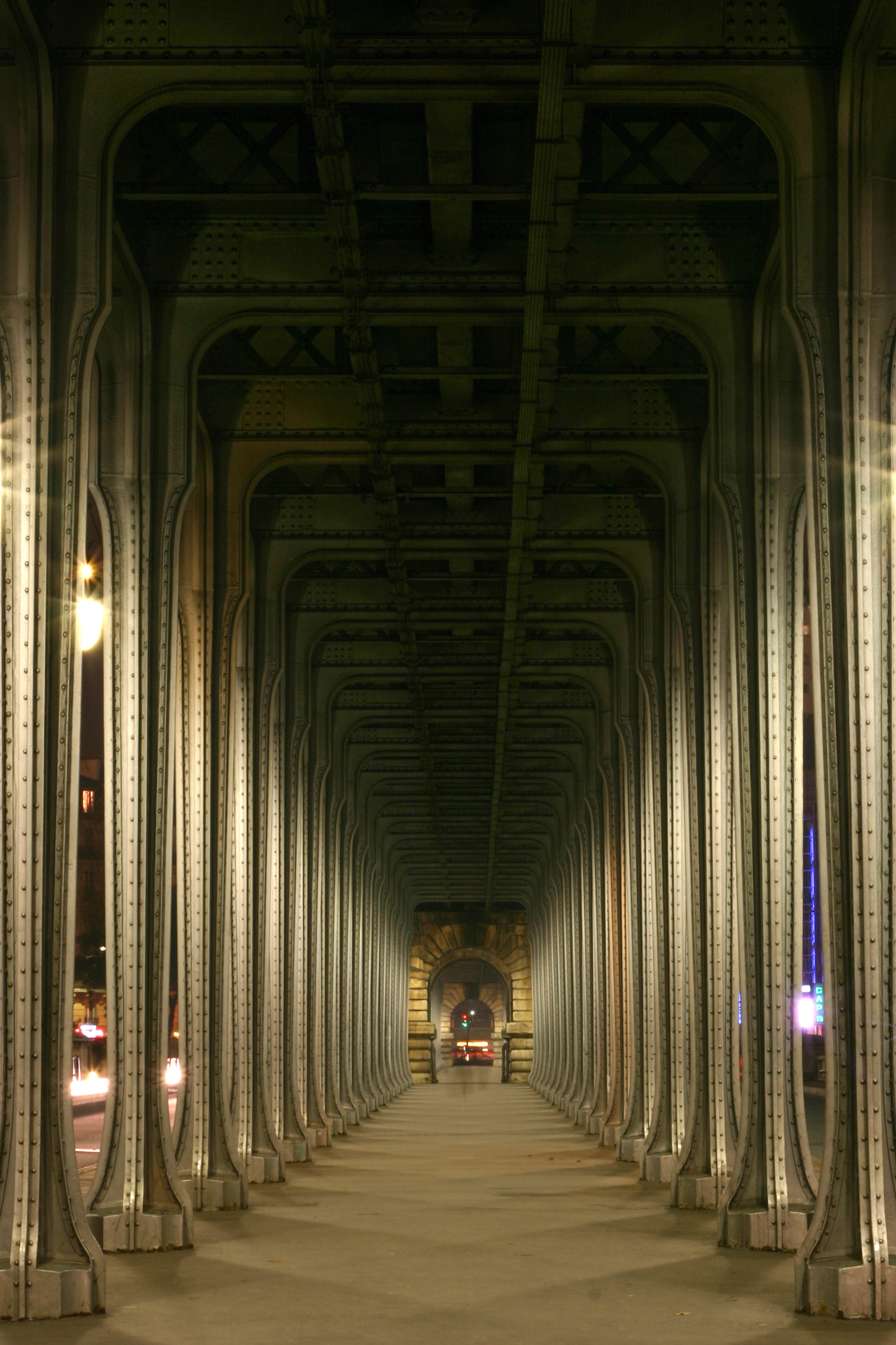
Viaduc de Passy.

El distrito está dividido en cuatro barrios:
- Barrio de Auteuil
- Barrio de la Muette
- Barrio de Porte-Dauphine
- Barrio de Chaillot

Su alcalde actual es Francis SZPINER. Fue elegido en 2020 por seis años.

## Geografía
La superficie de este distrito es de 16,305 kilómetros cuadrados, poco más de la mitad de los cuales consisten en el parque del Bois de Boulogne. Excluyendo el Bois de Boulogne, su superficie es de 7,846 kilómetros cuadrados. Es el distrito más grande en París en términos de superficie.

## Demografía
El XVI distrito alcanzó su máxima población en 1962, cuando había 227.418 habitantes. En el último censo (1999), la población era de 161.773 habitantes. El distrito 16 es el escenario de una gran actividad empresarial; en 1999, acogió 106.971 puestos de trabajo.
El XVI distrito es considerado comúnmente la zona más rica de París (véanse Neuilly-Auteuil-Passy), de lo cual es característico el albergar algunos de los más lujosos inmuebles de toda Francia. También es el único distrito de París dividido en dos códigos postales. El código postal de la parte sur del distrito es 75016, mientras que el de la parte norte 75116.
| Año (censo nacional)     | Población | Densidad (hab. por km²) (excluido el Bois de Boulogne) |
| ------------------------ | --------- | ------------------------------------------------------ |
| 1872                     | 43 332    | 5523                                                   |
| 1954                     | 214 042   | 27 280                                                 |
| 1962 (pico de población) | 227 418   | 28 985                                                 |
| 1968                     | 214 120   | 27 290                                                 |
| 1975                     | 193 590   | 24 674                                                 |
| 1982                     | 179 446   | 22 871                                                 |
| 1990                     | 169 863   | 21 650                                                 |
| 1999                     | 161 773   | 20 619                                                 |
| 2005                     | 149 500   | 19 054                                                 |

## Lugares de interés

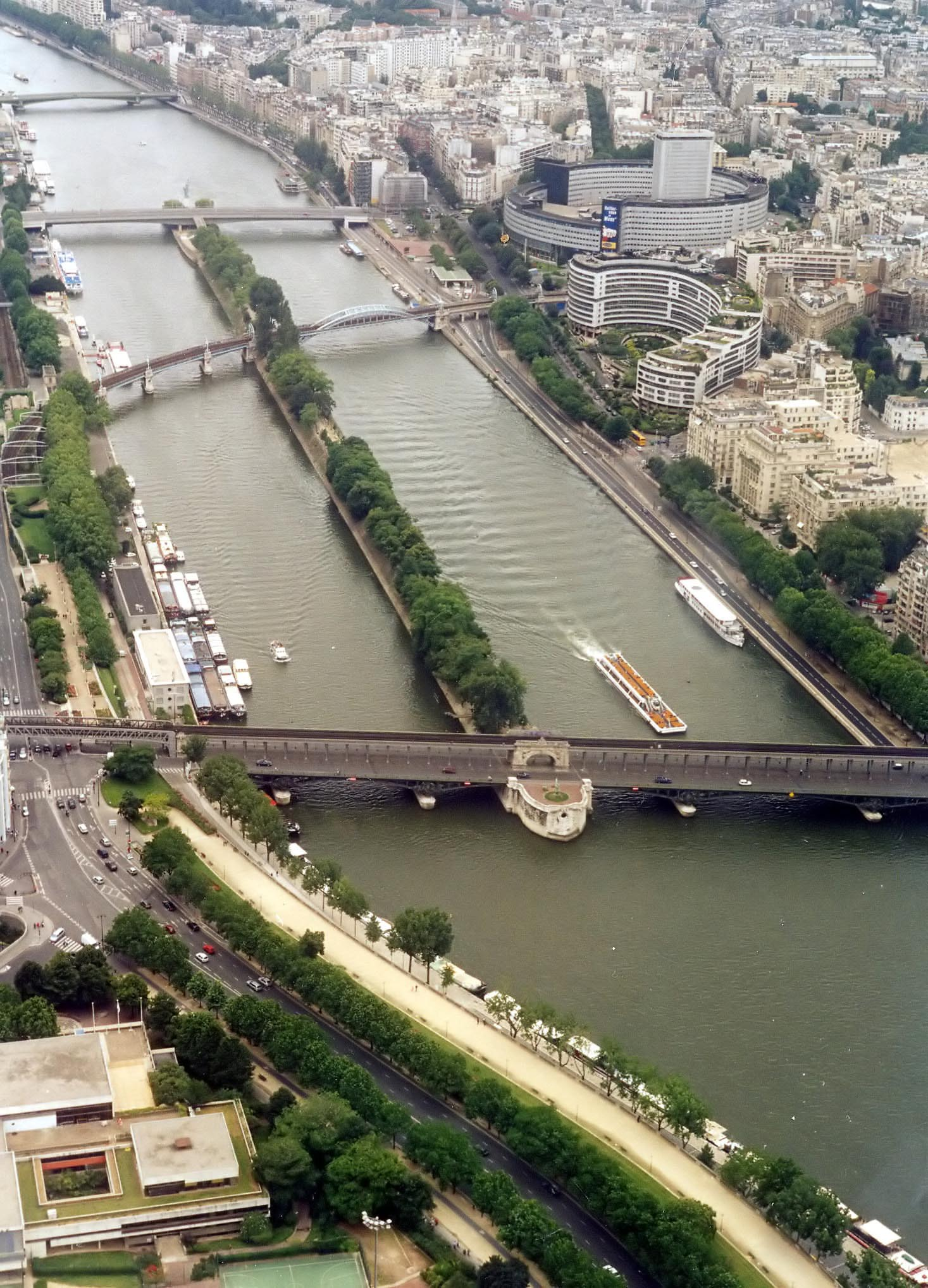
Île aux Cygnes.

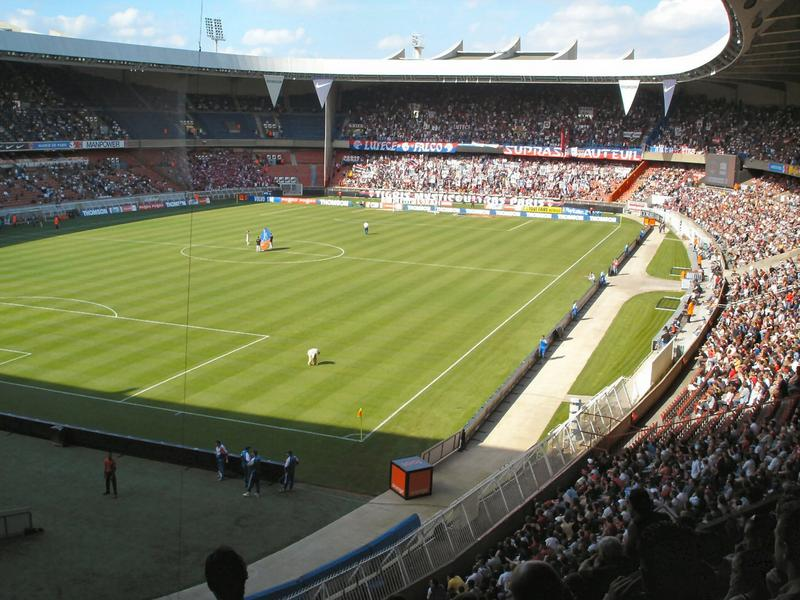
Parque de los Príncipes.

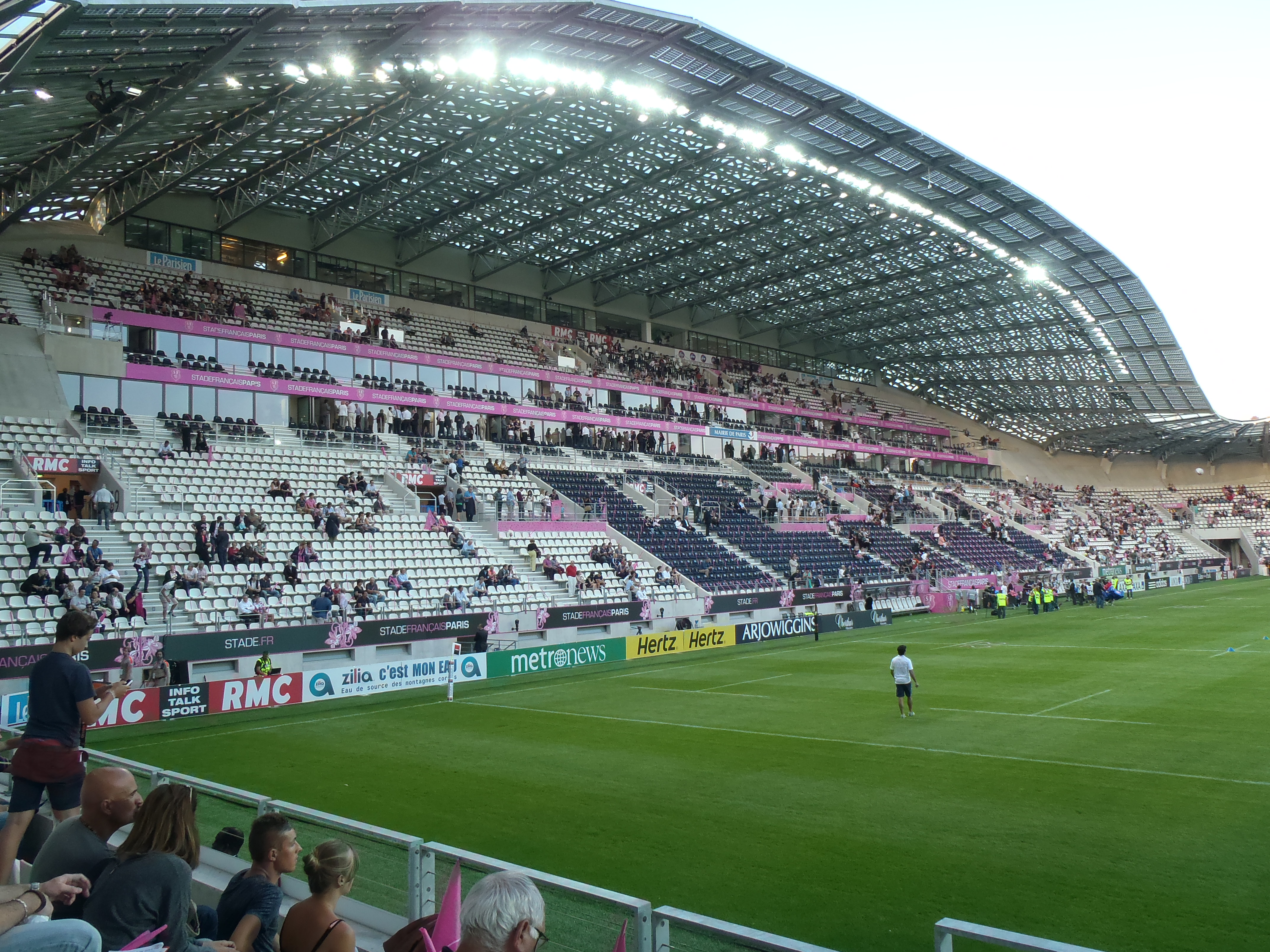
Stade Jean-Bouin.

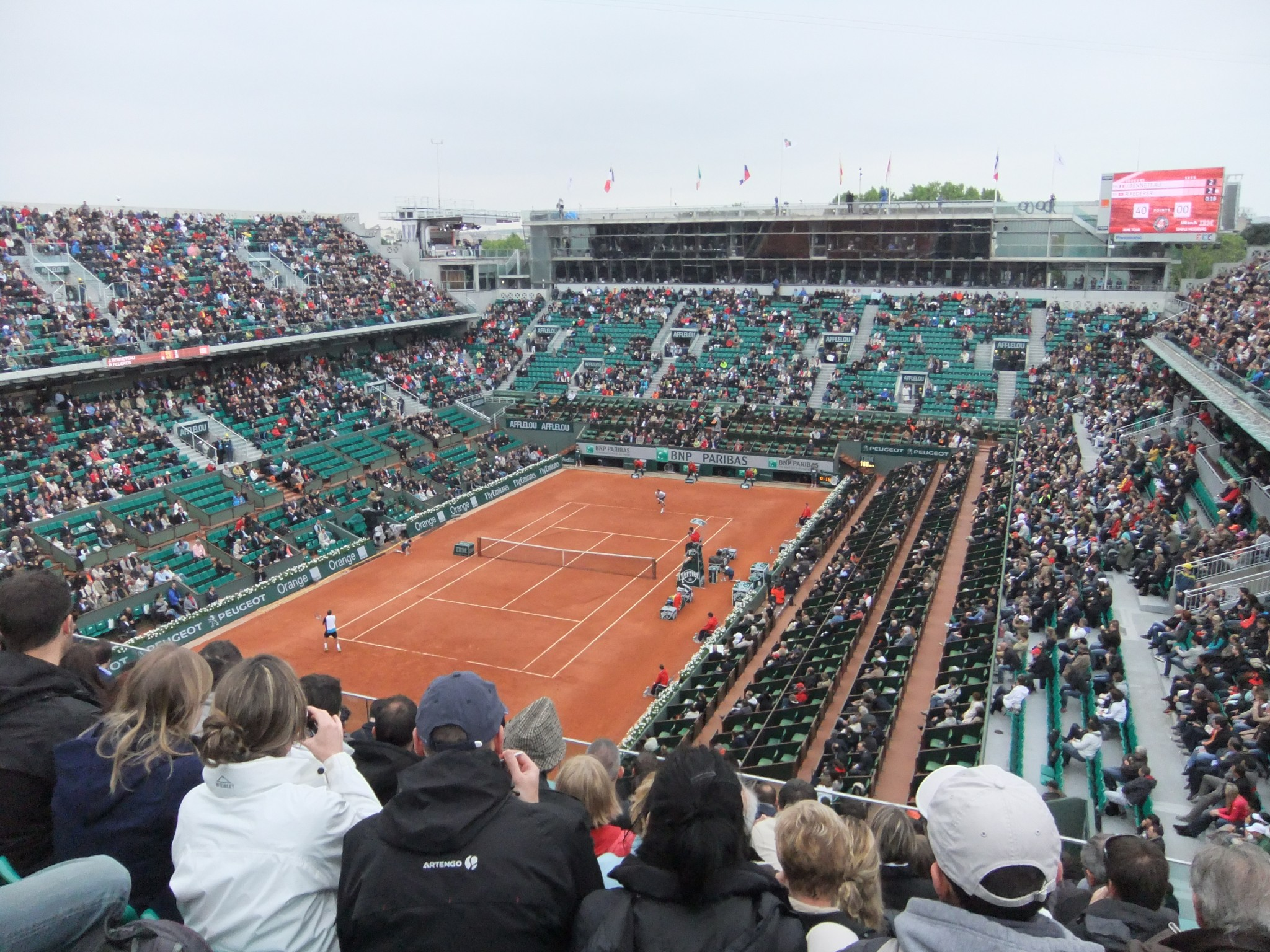
Stade Roland Garros.

- Edificios oficiales y diplomáticos:
  - Sede de la OCDE.

- Este Distrito acoge un gran número de embajadas y consulados, como por ejemplo:
  - Embajada de Argentina
  - Embajada de Bolivia
  - Embajada de China
  - Embajada de Dinamarca
  - Embajada de Egipto
  - Embajada de España
  - Embajada de Filipinas
  - Embajada de Grecia
  - Embajada de Honduras
  - Embajada de la India
  - Embajada de Irlanda
  - Consulado de Italia
  - Embajada de Marruecos
  - Embajada de México
  - Embajada de Nicaragua
  - Embajada de Perú
  - Embajada de Portugal
  - Embajada de Rusia
  - Embajada de Turquía
  - Consulado de Uruguay
  - Embajada de Venezuela

- Cementerios:
  - Cementerio de Passy

- Estadios y centros deportivos:
  - Parque de los Príncipes
  - Stade Roland Garros
  - Stade Jean-Bouin

- Parques y bosques:
  - Jardin d'Acclimatation
  - Jardin des serres d'Auteuil
  - Jardines del Trocadero
  - Bois de Boulogne

- Museos:
  - Musée Arménien de France

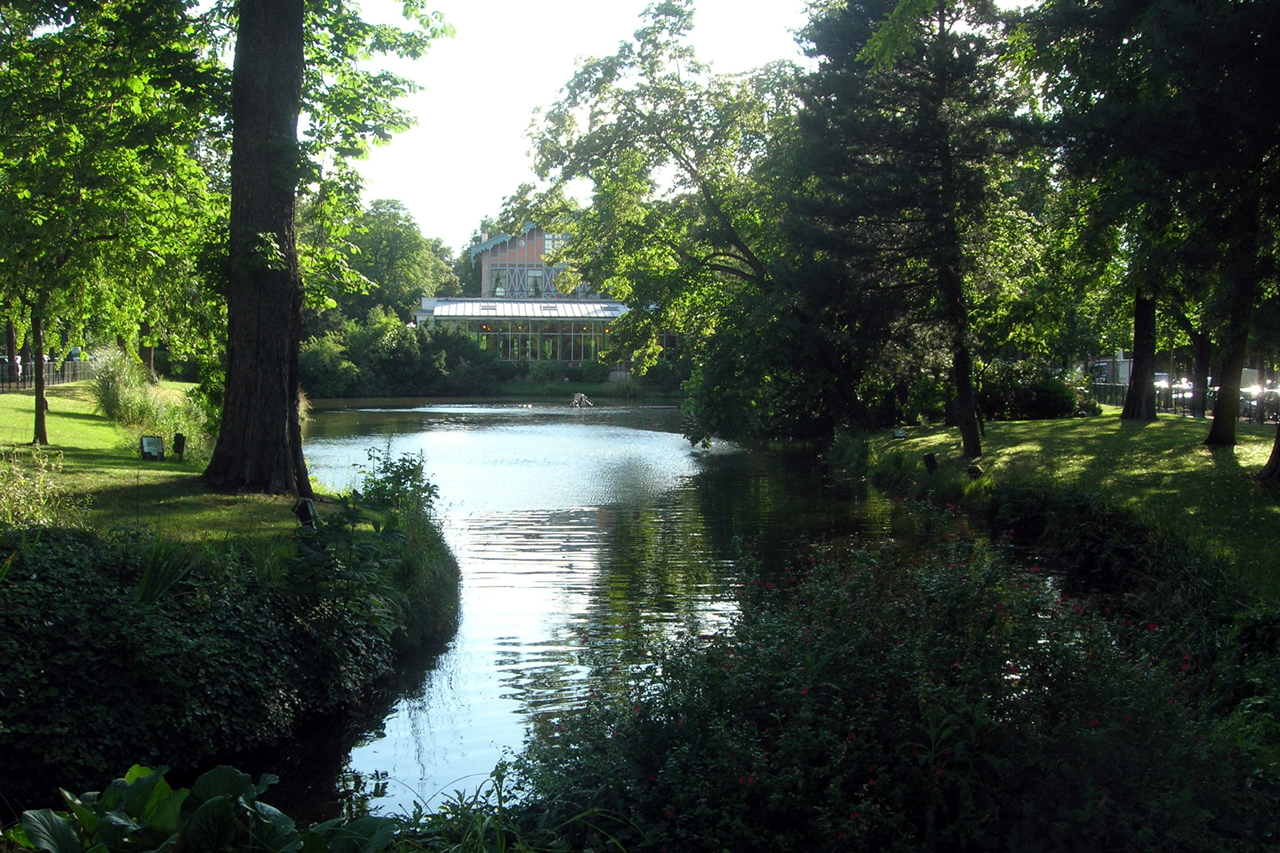
El bosque de Boulogne.

  - Musée d'Art Dentaire Pierre Fauchard
  - Musée Baccarat
  - Maison de Balzac
  - Musée Clemenceau
  - Musée de l'Homme
  - Musée de la Contrefaçon
  - Musée national de la Marine
  - Palais de Tokyo
  - Musée d'Ennery
  - Palais Galliera
  - Exploradome
  - Fondation Le Corbusier
  - Museo Guimet
  - Museo Marmottan Monet
  - Tenniseum
  - Cité de l'architecture et du patrimoine

- Puentes:
  - Puente Mirabeau
  - Puente de Bir-Hakeim
  - Puente de Jena

- Castillos:
  - Château de la Muette

- Hipódromos:
  - Hipódromo de Auteuil
  - Hipódromo de Longchamp

- Otros
  - Maison de Radio France

## Principales plazas y calles

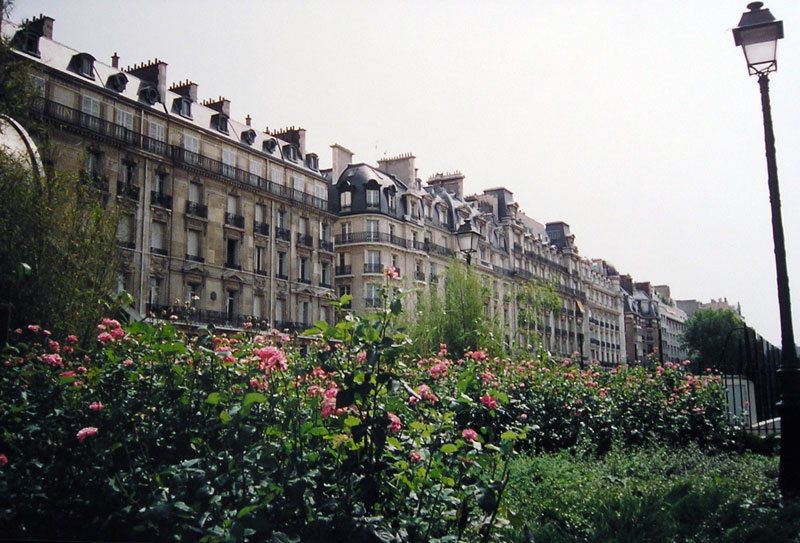
Edificios de apartamentos en el XVI distrito.

- Plaza del Trocadero
- Avenida Foch
- Place de l'Étoile (parcialmente)
- Avenida Victor-Hugo

## Educación

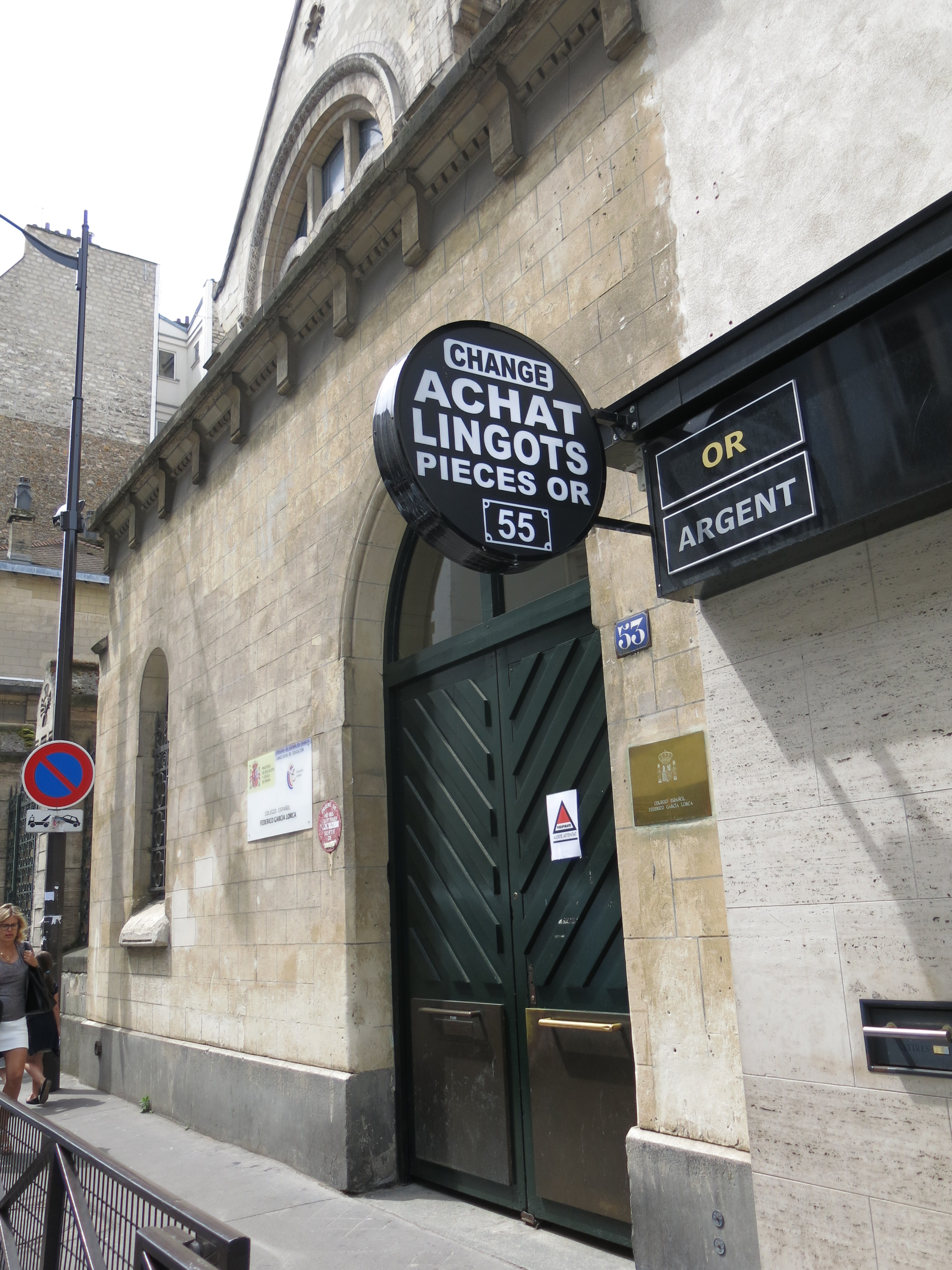
Colegio Español Federico García Lorca

Los liceos generales son Lycée Janson de Sailly, Lycée général Jean de la Fontaine, u el Lycée général Molière (FR). Los liceos generales y de technología son el Lycée général et technologique Claude Bernard y el Lycée Jean-Baptiste Say. Liceos profesionales son Lycée professionnel Octave Feuillet y Lycée professionnel Rene Cassin.
El Colegio Español Federico García Lorca, una escuela primaria internacional del gobierno de España, se encuentra también en el distrito.

## Habitantes ilustres
En este distrito de París tuvieron su residencia: los escritores Louis Aragon y Honoré de Balzac, el periodista Régis Debray, el actor François Berléand, las actrices Isabelle Huppert y Emmanuelle Seigner, Benjamin Franklin, el arquitecto Hector Guimard, el realizador Emil Edwin Reinert, el dramaturgo Eugène Ionesco y el político y antiguo ministro Édouard Balladur, el cantante Sébastien Izambard y el último califa otomano, Abdul Mejid II.